# Cooperativa de trabajo asociado
Una cooperativa de trabajo asociado, cooperativa de producción, o simplemente cooperativa de trabajo es un tipo de cooperativa cuyo objetivo es el proveer y mantener a sus socios de puestos de trabajo a tiempo parcial o completo, a través de la organización en común de la producción de bienes o servicios para terceros. Y que se caracterizan por la realización de un trabajo colectivo, establecimiento de relaciones laborales, con vínculos societarios y agrupación de trabajadores, con la finalidad de ofrecer procesos de capital o productos, buscando en todo momento colocar en práctica los valores de la cooperación, dentro de los que se encuentran solidaridad, democracia, responsabilidad, justicia y ayuda. 
Las cooperativas de trabajo agrupan con la cualidad de socios a personas físicas que, mediante su trabajo en común, realizan cualquier actividad económica de producción de bienes o servicios para terceros. 
Dentro de éstas, se rigen por un régimen especial los siguientes tipos de cooperativas:
- Cooperativas de impulso empresarial: las que tienen como objeto social prioritario canalizar, en el ámbito de su organización, la iniciativa emprendedora de sus socios , mediante la orientación profesional, la provisión de habilidades empresariales precisas para el desarrollo de cada una de sus actividades, la tutoría de dichas actividades en los primeros años de su ejercicio o la prestación de determinados servicios comunes a los socios que les proporcione un ámbito donde desempeñar regularmente su actividad profesional. Este modelo, en ocasiones vinculado al concepto de impulso cooperativo, fomenta un entorno colaborativo en el que la estructura cooperativa actúa como plataforma de lanzamiento para nuevas iniciativas profesionales.
- Cooperativas de interés social: aquellas que tienen como finalidad la promoción y plena integración sociolaboral de determinados sectores de la ciudadanía. La actividad de estas sociedades estará constituida por la prestación de servicios relacionados con la promoción de la autonomía personal y la atención a las personas en situación de dependencia, con la protección de la infancia y la juventud, con la asistencia a personas mayores, inmigrantes, con discapacidad, refugiadas, asiladas, ex reclusas, con problemas de adicción, víctimas de violencia de género o de terrorismo, pertenecientes a minorías étnicas y cualquier otro colectivo con dificultades de integración social o desarraigo.
- Cooperativas de transporte: aquellas que agrupan como socios  a profesionales del transporte que, mediante su trabajo en común, ejercen la actividad de transporte de mercancías o de personas, o cualquier otra para la que se encuentren expresamente facultadas por la ley, con vehículos adquiridos por la sociedad cooperativa o aportados por las personas socias.

## Perdurabilidad y Supervivencia
Según un análisis de todas las empresas en Uruguay entre 1997 y 2009, las cooperativas de trabajo tenían un 29% menos de posibilidades de cierre después de controlar variables como la industria. En Italia, las cooperativas propiedad de trabajadores que han sido creadas por trabajadores que compran una empresa cuando se enfrenta a un cierre o puesta a la venta tienen una tasa de supervivencia a 3 años del 87%, en comparación con el 48% de todas las empresas italianas. Un estudio de 2012 de las cooperativas de trabajo españolas y francesas encontró que "han sido más resistentes que las empresas convencionales durante la crisis económica". En Francia, la tasa de supervivencia de las cooperativas de trabajo a tres años es del 80% - 90%, en comparación con la tasa de supervivencia global del 66% para todas las empresas. Durante la crisis económica del 2008, el número de trabajadores en cooperativas propiedad de trabajadores en Francia aumentó un 4,2%, mientras que el empleo en otras empresas disminuyó un 0,7%.

### Estabilidad salarial y laboral
Un estudio de 2006 encontró que los salarios de las cooperativas en Italia eran entre un 15% y un 16% más bajos que los que pagaban las empresas capitalistas en promedio, y eran más volátiles, mientras que el empleo era más estable. Después de controlar variables como escolaridad, edad, género, ocupación, industria, ubicación, tamaño de la empresa, costo de capital para el usuario, costos fijos y desviaciones en sus ventas reales, esto cambió al 14%. Los autores sugieren que esto se debe a que las cooperativas de trabajado tienen más probabilidades que las empresas capitalistas de recortar salarios en lugar de despedir empleados durante períodos de dificultad económica. Un estudio que analizó todas las empresas en Uruguay concluyó que cuando se controlan variables como la industria, el tamaño de la empresa, el género, la edad y la antigüedad, los trabajadores empleados en una empresa administrada por trabajadores ganan salarios un 3% más altos en comparación con trabajadores similares empleados en el país en firmas convencionales. Sin embargo, esta prima salarial disminuye significativamente al aumentar el salario y se vuelve negativa para los que ganan más. Según una investigación de Virginie Perotin, que analizó dos décadas de datos internacionales, la tendencia a una mayor flexibilidad salarial y estabilidad laboral ayuda a explicar por qué algunas investigaciones observan salarios más altos y otros más bajos en las cooperativas de trabajado en comparación con las empresas convencionales. Un estudio de The Democracy Collaborative encontró que en los EE. UU., las cooperativas de trabajado pueden aumentar los ingresos de los trabajadores en un 70% a 80%.

### Desigualdad Salarial
En la Corporación Mondragon, la cooperativa de trabajado más grande del mundo, la relación salarial entre el asalariado más bajo y el más alto fue de 1: 9 en 2018. La relación se decide mediante un voto democrático de los miembros trabajadores.
En Francia, la relación salarial entre el 10% de los empleados mejor y el peor pagado es un 14% más baja en las cooperativas de trabajo que en empresas convencionales similares.

### Productividad
Según la investigación de Virginie Perotin, que analizó dos décadas de datos internacionales, las cooperativas de trabajado son más productivas que las empresas convencionales. Otro estudio de 1987 sobre cooperativas de trabajadores en Italia, el Reino Unido y Francia encontró relaciones "positivas" con la productividad. También encontró que las cooperativas de trabajado no se vuelven menos productivas a medida que crecen. Un estudio de 1995 de las cooperativas de trabajado en la industria maderera en Washington, EE. UU., encontró que “las cooperativas son más eficientes que las principales empresas convencionales entre un 6% y un 14%”.

### Satisfacción, confianza, salud y compromiso del trabajador
Según un estudio basado en un cuestionario de la población de la provincia italiana de Trento, las cooperativas de trabajado son la única forma de empresa que fomenta la confianza social entre los empleados. Una encuesta realizada en Seúl sugiere que, en las empresas convencionales, los empleados se comprometen menos con su trabajo a medida que su trabajo se vuelve más exigente; sin embargo, este no fue el caso en las cooperativas de trabajado. En los EE. UU., los asistentes de atención médica domiciliaria en las cooperativas de trabajado estaban significativamente más satisfechos con sus trabajos que en otras agencias. Un estudio de 1995 de los EE. UU., también indica que "los empleados que adoptan una mayor influencia y participación en las decisiones del lugar de trabajo también informaron una mayor satisfacción en el trabajo", y un estudio de 2011 en Francia encontró que las empresas propiedad de los trabajadores "tuvieron un efecto positivo sobre la satisfacción laboral de los trabajadores”. Un estudio de 2019 indica que “el impacto en la felicidad de los trabajadores es generalmente positivo”.

### Ambiente
Un análisis de 1995 publicado en Ecological Economics sugiere que "las cooperativas tenderán a utilizar los insumos de recursos naturales de manera más eficiente y estarán menos orientadas al crecimiento que las corporaciones".